# Hatano Hiroshi
Hiroshi Hatano (sinh ngày 22 tháng 12 năm 1984) là một cầu thủ bóng đá người Nhật Bản.

## Sự nghiệp câu lạc bộ
Hiroshi Hatano đã từng chơi cho MIO Biwako Kusatsu, Mitsubishi Mizushima và Kamatamare Sanuki.